# Антіох XII Діоніс
Антіох XII Діоніс (? —84 до н. е.) — цар Сирії у 87 до н. е.—84 до н. е..

## Життєпис
Походив з династії Селевкідів. Син Антіоха VIII, царя Сирії, та Клеопатри Трифени. Про молоді роки немає відомостей.
Брав участь у походах царя Деметрія III. Після поразки останнього у 88 до н. е. Антіох відступив на південь Келесиирії.
У 87 до н. е. він відвоював Дамаск, який зробив своєю столицею. Тоді ж оголосив себе царем. Йому довелося боротися проти Філіппа I, який утримував Антіохію, набатеїв та Хасмонеїв з Юдеї.
У 84 до н. е. під час одного з військових походів проти набатеїв Антіох XII зазнав нищівної поразки й загинув у бою в битві біля Кани з військом Арети III Філелліна.